# シボレー・モンテカルロ
シボレー・モンテカルロ（Monte Carlo）は、ゼネラルモータース（GM）がシボレーブランドで製造・販売していた2ドアクーペである。車名はモナコ公国の都市であるモンテカルロに由来する。

## 開発
1968年頃にGMの中型車に設定されたAプラットフォームは、2ドアモデル向けの2,845 mm、4ドア向けの2,946 mm、ステーションワゴン向けの3,073 mmのホイールベース長で開発された。1969年、GMからAプラットフォーム（のちのDプラットフォーム）
を用いた三代目ポンティアック・グランプリが発表されると、それまでBプラットフォームで製造されていた同車の売り上げが、極端に長いボンネットを用いたデザインを取り入れたことで好調になったことから、シボレー版グランプリとしてモンテ・カルロの開発が始まった。

## 歴史

### 初代 (1970–1972)
初代モデルの外観上の特徴としては、グリル中央部にあるナイツ・クレスト（knight's crest)と呼ばれる盾型のエンブレムが挙げられる。フロントディスクブレーキが標準で装備されている他、パワーステアリングやパワーウィンドウなど多数のオプションが選択可能だった。
SS454の名で登場したモンテ・カルロSSは、ハイパフォーマンスモデルとして標準で7.4L 360hpV8を搭載し、高性能サスペンション、ワイドタイヤを装備する。変速機は3速ATのみの設定だった。また、標準で3.06である車軸比を222ドル上乗せすることで2.56あるいは3.31に変更することができた。しかしながらSS454は人気のグレードとは言えず、初年度は年間3,823台という少数生産に終わった。
ミシガン州フリントのシボレー本社における労働者ストライキによって、1970年2月まで本格的な生産を開始することができず、在庫不足による顧客の失望も相まってモンテ・カルロの販売は滞った。1970年モデルの販売台数はモンテ・カルロ発表時点の1969年9月時点での目標であった、年間販売台数185,000台には及ばず、159,341台だった。

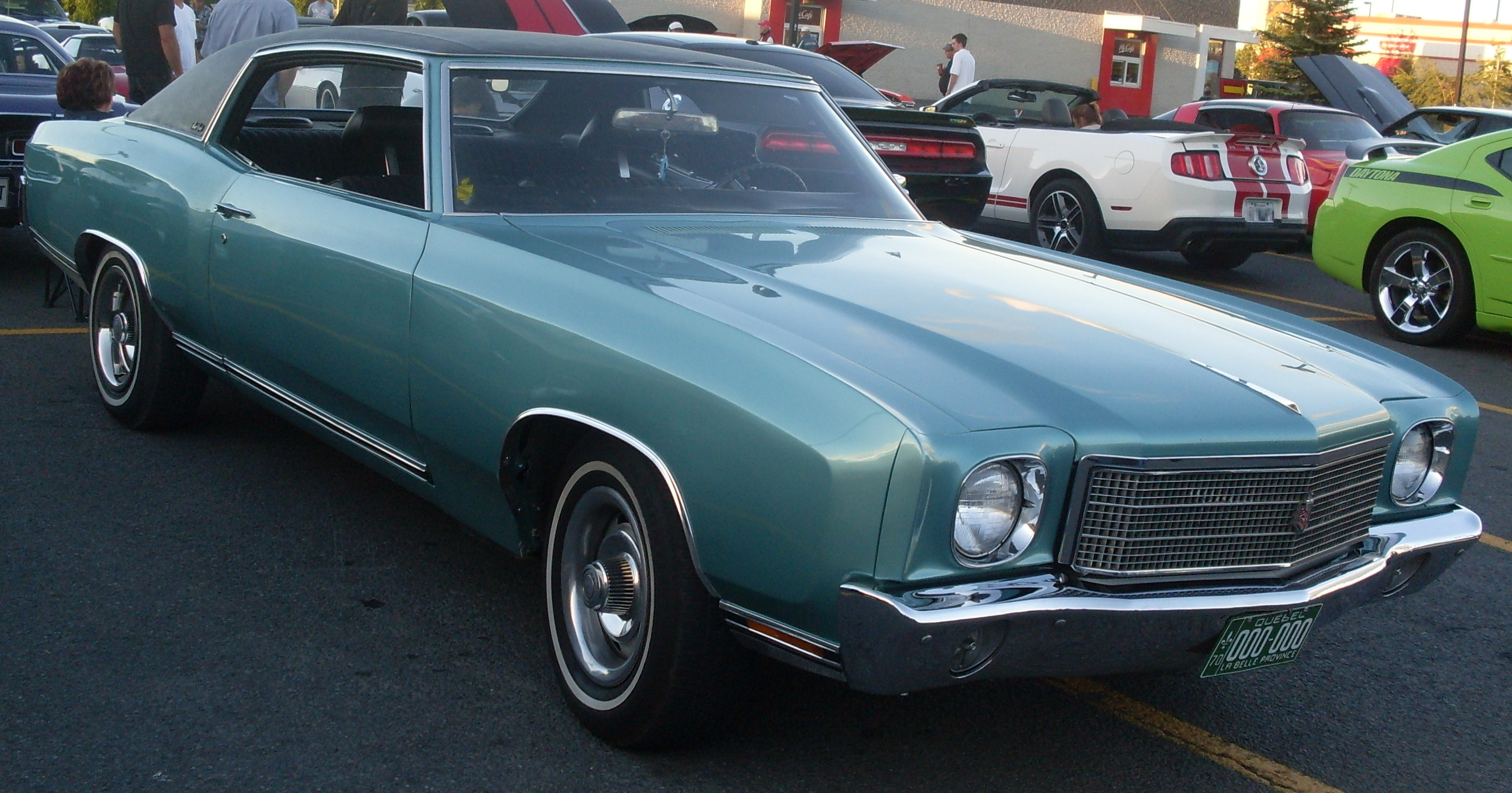
1970 シボレー・モンテ・カルロ

米雑誌ポピュラーメカニクス（Popular Mechanics ）の調査では、82%がモンテ・カルロのデザインを気に入り購入したとする一方で、10.1%は後部座席の足元の狭さに不満を抱いたとしている。 

初代モデルはメディア露出も多く、米ドラマシリーズ『ベター・コール・ソウル』 （原題：Better Call Saul）や映画『ワイルド・スピードX3 TOKYO DRIFT』（原題: The Fast and the Furious: Tokyo Drift ）など数多くの作品に登場している。

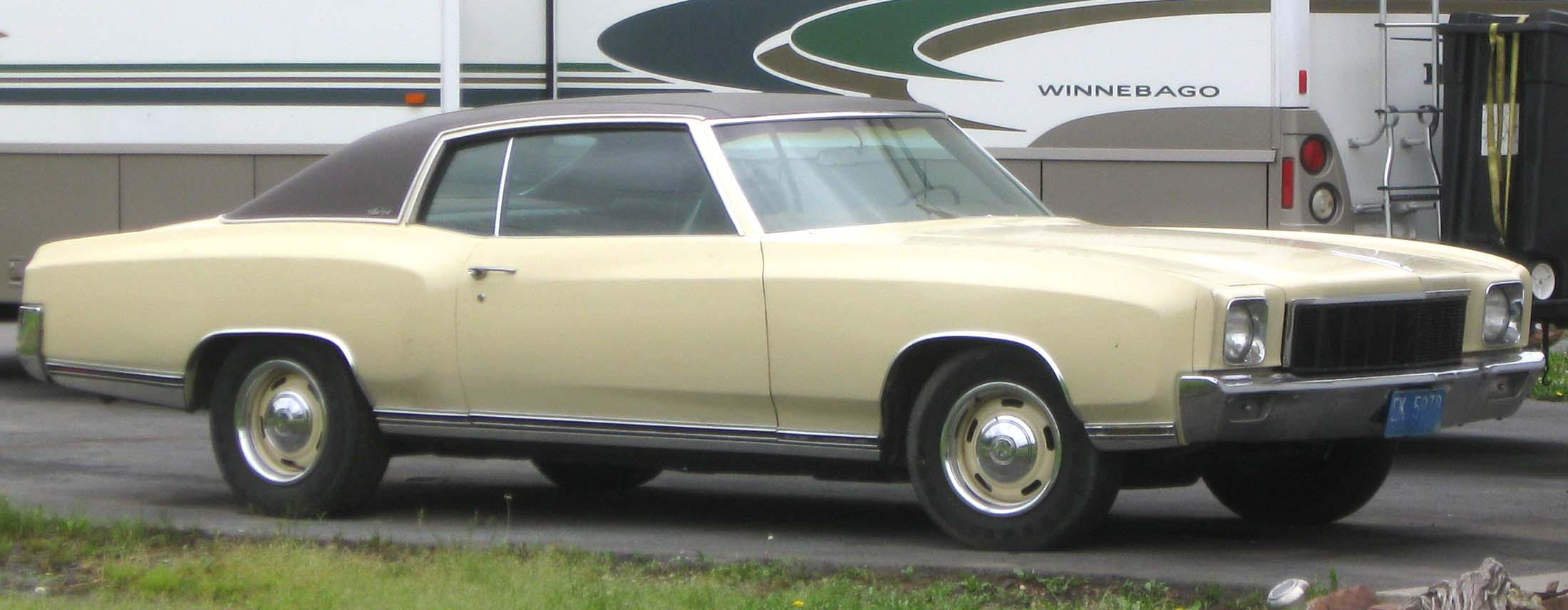
1971年のシボレー・モンテ・カルロ

1971年モデルは見た目に少数の変更が加えられた他、オプションでAM/FMステレオラジオとカセットテーププレイヤーが追加された。 
また、カタログでは馬力表記をSAEが1972年に変更した馬力規格に合わせ、1971年以前の表記と併せて記載した。
特筆すべき技術的変更として、1972年モデルから初めてパワーステアリングが全車標準装備になったことが挙げられる。

### 第2世代以降
1973年から1977年までは第2世代のモデル、1978年から1980年までは第3世代のモデル、1981年から1988年までは第4世代のモデルが売り出された。生産台数は以下の通りである。
|       | Coupe   | SS      | Aerocoupe | Yearly Total |
| ----- | ------- | ------- | --------- | ------------ |
| 1981  | 187,850 | -       | -         | 187,850      |
| 1982  | 92,392  | -       | -         | 92,392       |
| 1983  | 91,605  | 4,714   | -         | 96,319       |
| 1984  | 112,730 | 24,050  | -         | 136,780      |
| 1985  | 83,573  | 35,484  | -         | 119,057      |
| 1986  | 77,846  | 41,164  | 200       | 119,210      |
| 1987  | 72,993  | 33,199  | 6,052     | 112,244      |
| 1988  | 13,970  | 16,204  | -         | 30,174       |
| Total | 732,959 | 154,815 | 6,252     | 894,026      |

1995年から1999年までは第5世代のモデル、2000年から2007年までは第6世代のモデルが売りに出されたが、第6世代の末期の売り上げは減少している。第6世代の生産台数は以下の通りである。
| Year             | Units   |
| ---------------- | ------- |
| 2000             | 64,347  |
| 2001             | 71,268  |
| 2002             | 70,781  |
| 2003             | 71,129  |
| 2004             | 64,771  |
| 2005             | 37,143  |
| 2006             | 32,567  |
| 2007             | 10,889  |
| Total production | 422,895 |

## 生産の終了
2007年2月、シボレーは販売台数の著しい減少を受けて、2007年モデルを最後にモンテ・カルロの生産を終了することを発表した。2007年6月19日、オンタリオ州オシャワの工場にて生産を終了。最後に生産されたのは、レッドのボディカラーにシルバーのストライプが施された二台のモンテ・カルロSSだった。